# Rejilla Potter-Bucky
La rejilla Potter-Bucky, también llamada  rejilla antidifusora, diafragma de Potter-Bucky o abreviada por Potter-Bucky e incluso por Bucky, es la rejilla utilizada en la radiología convencional para filtrar de manera selectiva la radiación producida por el disparo del equipo de rayos X, para filtrar la radiación dispersa o secundaria que puede incidir en el chasis, la que produce opacidades que corrompen la imagen radiográfica. La filtración se realiza mediante el movimiento lateral repetido de la rejilla, que posee septos o tabiques de plomo en una base de aluminio, durante la exposición.
Esta rejilla contribuye al factor de multiplicación de los mAs.
Fue desarrollada por Hollis Potter y Gustav Bucky en 1913.